# ソルボロ・メッツァーニ
ソルボロ・メッツァーニ（伊: Sorbolo Mezzani）は、イタリア共和国エミリア＝ロマーニャ州パルマ県にある、人口約13,000人の基礎自治体（コムーネ）。
2019年1月1日にメッツァーニとソルボロが合併して発足した。

## 地理

### 位置・広がり

#### 隣接コムーネ
隣接するコムーネは以下の通り。括弧内のREはレッジョ・エミリア県、CRはクレモナ県、MNはマントヴァ県所属を示す。
- ブレシェッロ (RE)
- カザルマッジョーレ (CR)
- コロルノ
- ガッターティコ (RE)
- パルマ
- トッリーレ
- ヴィアダーナ (MN)

### 地震分類
ソルボロ・メッツァーニにおけるイタリアの地震リスク階級 (it) は、zona 3 (sismicità bassa) に分類される。

## 行政

### 分離集落
ソルボロ・メッツァーニには、以下の分離集落（フラツィオーネ）がある。
- Bocca d'Enza, Bogolese, Casale (sede comunale sussidiaria), Casaltone, Coenzo, Corte Godi, Enzano, Frassinara, Ghiare Bonvisi, Mazzabue, Mezzano Inferiore, Mezzano Rondani, Mezzano Superiore, Ramoscello, Sorbolo (sede comunale), Valle